# Dichonia striata
Dichonia striata là một loài bướm đêm trong họ Noctuidae.